# Phó Tổng thống Hoa Kỳ

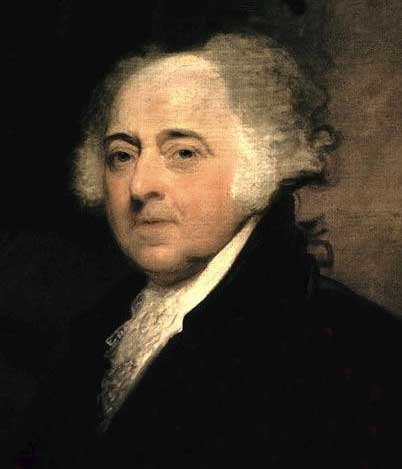
John Adams, Phó Tổng thống Hoa Kỳ đầu tiên

Phó Tổng thống Hoa Kỳ (Vice President of the United States) là một người giữ chức vụ công do Hiến pháp Hoa Kỳ tạo ra. Phó Tổng thống, cùng với Tổng thống Hoa Kỳ, được dân chúng Hoa Kỳ bầu lên một cách gián tiếp qua hệ thống đại cử tri đoàn với một nhiệm kỳ bốn năm. Phó Tổng thống là người đầu tiên trong thứ tự kế nhiệm lên làm tổng thống nếu như Tổng thống Hoa Kỳ qua đời, từ chức hay bị phế truất.
Theo Hiến pháp Hoa Kỳ, Phó Tổng thống là Chủ tịch Thượng viện Hoa Kỳ. Với tư cách là Chủ tịch Thượng viện Hoa Kỳ, Phó Tổng thống Hoa Kỳ là người lãnh đạo Thượng viện Hoa Kỳ. Trong vai trò này, Phó Tổng thống được phép bỏ phiếu tại Thượng viện nhưng chỉ khi nào cần thiết khi một cuộc đầu phiếu tại Thượng viện Hoa Kỳ không có kết quả chung cuộc. Theo Tu chính án Hiến pháp Hoa Kỳ số 12, Phó Tổng thống Hoa Kỳ là người chủ tọa cuộc họp chung của Quốc hội Hoa Kỳ (cuộc họp chung của cả hai ngành lập pháp) khi nó được triệu tập để đếm phiếu đại cử tri đoàn.
Trong khi chức năng của Phó Tổng thống Hoa Kỳ được diễn tả trong Hiến pháp Hoa Kỳ, ngoài việc kế nhiệm tổng thống, chỉ là vai trò làm Chủ tịch Thượng viện Hoa Kỳ nhưng ngày nay chức vụ này vẫn thường được xem là chức vụ của một thành viên ngành hành pháp của chính phủ liên bang Hoa Kỳ. Hiến pháp Hoa Kỳ không đề cập rõ ràng là chức vụ này thuộc bất cứ một ngành nào, khiến cho các học giả phải tranh cãi liệu là nó có phải thuộc ngành hành pháp, lập pháp, hay cả hai. Cái nhìn hiện đại về Phó Tổng thống như một thành viên của ngành hành pháp một phần là vì Tổng thống Hoa Kỳ và Quốc hội Hoa Kỳ đã giao các nhiệm vụ hành pháp cho Phó Tổng thống đảm trách mặc dù các hoạt động như thế chỉ là do yếu tố nhu cầu phát triển mới đây của lịch sử. Bên cạnh đó, Kamala Harris là người phụ nữ đầu tiên, người Mỹ gốc Phi đầu tiên, người Mỹ gốc Á đầu tiên, và là người da màu thứ hai đảm nhận chức vụ Phó Tổng thống.

## Điều kiện
Tu chính án 12 nói rằng "người không hội đủ điều kiện giữ chức vụ Tổng thống sẽ không đủ điều kiện để giữ chức vụ Phó Tổng thống Hoa Kỳ." Vì thế, để phục vụ trong vai trò Phó Tổng thống, một cá nhân phải:
- Là một công dân Hoa Kỳ được sinh ra tại Hoa Kỳ;
- Ít nhất 35 tuổi; và
- Phải sống tại Hoa Kỳ ít nhất là 14 năm.[7]

Ngoài ra, theo đoạn 3 của Tu chính án Hoa Kỳ số 14, cấm bất cứ ai từng tuyên thệ ủng hộ Hiến pháp Hoa Kỳ và rồi sau đó nổi loại chống lại Hoa Kỳ được quyền phục vụ trong vai trò Phó Tổng thống Hoa Kỳ trừ khi cả hai viện lập pháp biểu quyết với hai phần ba phiếu thuận để rút bỏ điều kiện loại bỏ đó.
Theo Tu chính án 22, Tổng thống Hoa Kỳ có thể không được bầu hơn hai nhiệm kỳ. Tuy nhiên, không có sự giới hạn tương tự đối với một người được bầu làm Phó Tổng thống Hoa Kỳ. Các học giả tranh cãi về việc liệu một cựu Tổng thống Hoa Kỳ bị giới hạn số nhiệm kỳ được bầu làm tổng thống cũng không đủ điều kiện được bầu làm Phó Tổng thống Hoa Kỳ như Tu chính án 12 đã có nói "người không hội đủ điều kiện giữ chức vụ Tổng thống sẽ không đủ điều kiện để giữ chức vụ Phó Tổng thống Hoa Kỳ". Vấn đề này chưa từng bị thử thách trong thực tế vì chưa bao giờ có một cựu Tổng thống Hoa Kỳ ra ứng cử chức vị Phó Tổng thống Hoa Kỳ.
Điều khoản I, Phần III, Đoạn 7, Hiến pháp Hoa Kỳ cho phép Thượng viện Hoa Kỳ, sau khi biểu quyết truất phế một viên chức liên bang, được quyền tước bỏ điều kiện tư cách của viên chức đó không được giữ bất cứ chức vụ liên bang nào.

## Lời tuyên thệ nhậm chức
Không như Tổng thống Hoa Kỳ, Hiến pháp Hoa Kỳ không quy định rõ một lời tuyên thệ nhậm chức nào cho Phó Tổng thống Hoa Kỳ. Có nhiều phiên bản khác nhau của lời tuyên thệ nhậm chức đã được dùng từ năm 1789; phiên bản hiện nay là phiên bản được các thượng nghị sĩ và dân biểu cũng như các viên chức khác của chính phủ sử dụng từ năm 1884:
| “ | I, A— B—, do solemnly swear (or affirm) that I will support and defend the Constitution of the United States against all enemies, foreign and domestic; that I will bear true faith and allegiance to the same; that I take this obligation freely, without any mental reservation or purpose of evasion; and that I will well and faithfully discharge the duties of the office on which I am about to enter. So help me God. | ” |

Tạm dịch: Tôi, <tên A họ B>, trịnh trọng tuyên thệ (hoặc xác nhận) rằng tôi sẽ ủng hộ và bảo vệ Hiến pháp Hoa Kỳ chống lại tất cả mọi kẻ thù, bên ngoài và bên trong nước; rằng tôi sẽ tin tưởng và trung thành với Hiến pháp Hoa Kỳ, rằng tôi nhận bổn phận này một cách tự nguyện mà không có bất cứ biểu lộ ngầm nào về việc hạn chế tán thành hoặc có mục đích trốn tránh; và rằng tôi sẽ hoàn thành tốt và trung thành với các trách vụ văn phòng mà tôi sắp vào làm việc. Vì vậy xin Thượng đế giúp tôi.

## Bầu cử Phó Tổng thống

### Hiến pháp gốc và cải cách
Theo từ ngữ gốc của Hiến pháp Hoa Kỳ, các đại cử tri trong đại cử tri đoàn chỉ bầu cho chức vụ Tổng thống Hoa Kỳ hơn là cho cả hai, Tổng thống và Phó Tổng thống. Mỗi đại cử tri được phép chọn hai người trong nhiều người cho chức vị tổng thống. Người nào nhận được số phiếu bầu nhiều nhất (miễn sao con số đó là một đa số phiếu đại cử tri) sẽ trở thành tổng thống trong khi đó người nhận số phiếu nhiều thứ hai sẽ trở thành phó tổng thống. Nếu không có ai nhận được đa số phiếu nhiều thứ hai để trở thành Phó Tổng thống thì Hạ viện Hoa Kỳ sẽ chọn trong số năm người nhận phiếu bầu cao nhất, cùng với mỗi tiểu bang một phiếu bầu. Trong trường hợp này, người nào nhận được nhiều phiếu nhất nhưng không được bầu làm tổng thống thì sẽ trở thành Phó Tổng thống. Trong trường hợp vẫn không chọn được lần thứ hai thì Thượng viện Hoa Kỳ sẽ chọn Phó Tổng thống Hoa Kỳ.
Tuy nhiện, dự tính ban đầu đã không nghĩ đến sự phát triển của các đảng chính trị và vai trò đối lập chính trị của chúng trong chính phủ. Trong cuộc bầu cử tổng thống năm 1796, chẳng hạn, người theo chủ nghĩa liên bang là John Adams về nhất nhưng vì các đại cử tri theo chủ nghĩa liên bang chia tách phiếu thứ hai của họ cho một số ứng cử viên phó tổng thống nên Thomas Jefferson thuộc Đảng Dân chủ-Cộng hòa Hoa Kỳ về nhì. Như thế tổng thống và phó tổng thống lại là hai người thuộc hai đảng đối lập nhau. Đúng như tiêu liệu, Adams và Jefferson chống đối nhau về các vấn đề như chủ quyền tiểu bang và chính sách ngoại giao.
Một vấn đề lớn hơn xảy ra trong cuộc bầu cử tổng thống vào năm 1800 mà khi đó hai đảng tham dự bầu cử đều có ứng cử viên thứ hai với ý định được đưa ra bầu làm Phó Tổng thống. Tuy nhiên Đảng Dân chủ-Cộng hòa được mến mộ nhiều hơn lại bị thất bại trong cách thức bầu cử đó vì các phiếu đại cử tri của chính mình. Dưới hệ thống vào lúc đó (Điều khoản 2, Phần 1, Đoạn 3 Hiến pháp Hoa Kỳ), các đại cử tri không thể phân biệt được giữa hai ứng cử viên của họ, vì vậy theo cách thức bầu cử đó thì một đại cử tri chỉ có thể bầu cho Thomas Jefferson mà không bầu cho Aaron Burr và vì vậy khiến Burr đứng hạng hai. Thể thức bầu cử này thất bại vì nhiều lý do gây ra tranh cãi cũng như cả hai ứng cử viên nhận cùng số phiếu. Sau 35 lần bầu không phân thắng bại tại Hạ viện Hoa Kỳ, Jefferson cuối cùng thắng cử ở lần bầu thứ 36 và Burr trở thành Phó Tổng thống.
Sự vụ náo động này dẫn đến việc thông qua Tu chính án Hiến pháp Hoa Kỳ số 12 năm 1804 mà trong đó tu chính án hướng dẫn các đại cử tri sử dụng các lá phiếu riêng để bầu cho tổng thống và phó tổng thống.
Các lá phiếu bầu riêng biệt cho tổng thống và phó tổng thống trở nên một vấn đề đáng bàn luận sau đó vào thế kỷ 19 khi chúng trở thành thông lệ cho các cuộc bầu cử phổ thông để chọn đại cử tri đoàn của một tiểu bang. Các đại cử tri được chọn bằng cách này đã phải tuyên thệ bầu cử cho một ứng cử viên tổng thống hay phó tổng thống nào đó rõ ràng (thường là theo cùng đảng chính trị của mình). Vì thế trong khi Hiến pháp Hoa Kỳ nói rằng tổng thống và phó tổng thống phải được bầu lên riêng biệt nhưng trong thực tế thì cả hai được bầu chung với nhau.
Nếu không có ứng cử viên phó tổng thống nào nhận được đa số phiếu đại cử tri thì Thượng viện Hoa Kỳ sẽ chọn Phó Tổng thống Hoa Kỳ theo như quy định của Hiến pháp Hoa Kỳ. Theo lý thuyết này thì dẫn đến tình trạng mà trong đó phó tổng thống hiện tại - với vai trò là Chủ tịch Thượng viện Hoa Kỳ - sẽ được quyền bỏ lá phiếu quyết định trong trường hợp cả hai ứng viên đều có cùng số phiếu bầu của Thượng viện. Như vậy phó tổng thống có thể chính mình quyết định bầu cho chính mình hay cho người kế nhiệm mình. Cuộc bầu cử năm 1836 là cuộc bầu cử duy nhất cho đến nay khi mà chức vụ phó tổng thống được Thượng viện Hoa Kỳ quyết định. Trong thời gian tranh cử, người đứng chung liên danh bầu cử với Martin Van Buren là Richard Mentor Johnson bị tố cáo là đã sống chung với một phụ nữ da đen. 23 đại cử tri của tiểu bang Virginia, trước đó tuyên thệ là sẽ bầu cho Van Buren và Johnson, đã từ chối bỏ phiếu cho Johnson (nhưng vẫn bầu cho Van Buren). Kết quả bầu cử được đưa lên Thượng viện Hoa Kỳ và cuối cùng Johnson được bầu với số phiếu 33-17.

### Giới hạn về nơi cư ngụ
Hiến pháp Hoa Kỳ cũng cấm các đại cử tri không cho họ bỏ phiếu cho cả hai ứng viên tổng thống và phó tổng thống từ cùng tiểu bang với mình. Theo lý thuyết, điều này có thể khiến cho một ứng cử viên phó tổng thống mất nhiều phiếu đại cử tri và mất đa số tuyệt đối cần thiết để được bầu cho dù ứng cử viên tổng thống cùng liên danh đã được bầu. Trong tình trạng đó, cuộc bầu cử chọn phó tổng thống phải qua tay của Thượng viện Hoa Kỳ quyết định. Trong thực tế, chuyện này hiếm khi xảy ra vì các đảng chính trị thường tránh đề cử các liên danh gồm hai ứng cử viên đến từ cùng một tiểu bang. Một trường hợp nổi bật như thế là cựu dân biểu Dick Cheney của tiểu bang Wyoming đã di chuyển đến Texas để làm viên chức hành chính trưởng cho Công ty Halliburton nhưng sau đó lại tái tuyên bố nơi cư ngụ của mình là ở Wyoming ngay trước khi nhận đề cử của Đảng Cộng hòa ra ứng cử phó tổng thống cùng liên danh với ứng cử viên tổng thống là đương kim Thống đốc của tiểu bang Texas George W. Bush.

### Tiến trình đề cử
Các ứng cử viên phó tổng thống của các đảng chính trị quốc gia được chính thức chọn lựa qua các đại hội đề cử của từng đảng, theo sau cuộc chọn lựa các ứng cử viên tổng thống trong đảng. Tiến trình chính thức cũng giống như tiến trình chọn ứng cử viên tổng thống. Trước tiên các đại biểu ghi tên ứng cử viên để đề cử rồi sau đó là một cuộc đầu phiếu để chọn ứng cử viên nào nhận được đa số phiếu sẽ trở thành người được đề cử. Trong thực tế, ứng cử viên tổng thống có ảnh hưởng khá lớn đối với quyết định chọn người làm ứng cử viên phó tổng thống. Trong thế kỷ 20, nó đã trở thành thông lệ khi ứng cử viên tổng thống tự chọn cho mình một người ra ứng cử chung trong liên danh của mình và rồi thì người được chọn sẽ được đại hội đảng chấp thuận và đề cử. Trong những năm vừa qua, vì việc đề cử ứng cử viên tổng thống thường có kết luận trước khi các cuộc bầu cử sơ bộ kết thúc nên việc chọn lựa ứng cử viên phó tổng thống thường được thông báo trước khi có một cuộc đầu phiếu thật sự để chọn lựa ứng cử viên tổng thống, và thậm chí trước khi đại hội đảng bắt đầu. Thường thường, ứng cử viên tổng thống sẽ chọn một ứng cử viên phó tổng thống nào mà sẽ mang đến sự cân bằng về ý tưởng cũng như về mặt địa lý cho liên danh của mình (nếu tổng thống là người miền bắc thì có thể sẽ chọn một ứng cử viên phó từ miền nam) hay lôi cuốn được một nhóm cử tri nào đó. Ứng cử viên phó tổng thống cũng có thể được chọn theo cơ bản khía cạnh mà ứng cử viên tổng thống được xem là yếu kém hoặc theo cơ bản một người nổi tiếng.
Mục đích tối thượng trong việc chọn lựa ứng cử viên phó tổng thống là giúp chớ không phải để gây khó khăn cho cơ hội của đảng để có người của mình được bầu làm tổng thống. Một sự chọn lựa năng động thái hóa có thể gây phản ứng ngược vì quá làm nổi bật ứng cử viên tổng thống. Các thí dụ điển hình là vào năm 1988 khi ứng cử viên tổng thống Michael Dukakis thuộc Đảng Dân chủ chọn Thượng nghị sĩ Lloyd Bentsen từ tiểu bang Texas và vào năm 2008 khi ứng cử viên tổng thống John McCain thuộc Đảng Cộng hòa chọn Thống đốc Alaska Sarah Palin. Trong hai trường hợp khác, việc chọn lựa ứng cử viên phó tổng thống được xem là đã gây bất lợi cho ứng cử viên tổng thống. Năm 1984, Walter Mondale chọn dân biểu Geraldine Ferraro và cuộc đề cử này trở thành một gánh nặng cho liên danh vì bà luôn bị chất vấn về vấn đề tài chính của chồng bà. Các câu hỏi được nêu ra về vấn đề kinh nghiệm và ý chí của Dan Quayle đã không giúp cuộc vận động tái tranh cử tổng thống năm 1988 của George H. W. Bush, nhưng cuối cùng ông cũng thắng cử.
Ứng cử viên tổng thống đầu tiên chọn phó tổng thống cho mình là Tổng thống Franklin Delano Roosevelt năm 1940. Người không chọn lựa ứng cử viên phó tổng thống cho mình gần nhất tính đến nay và để cho đại hội đảng quyết định thay là đảng viên Dân chủ Adlai Stevenson năm 1956. Đại hội đảng đã chọn Thượng nghị sĩ Estes Kefauver đến từ tiểu bang Tennessee thay gì chọn Thượng nghị sĩ John F. Kennedy (về sau đã trở thành tổng thống) đến từ tiểu bang Massachusetts. Vào lúc đại hội đảng sôi động của Đảng Dân chủ vào năm 1972, ứng cử viên tổng thống George McGovern chọn Thượng nghị sĩ Thomas Eagleton đến từ tiểu bang Missouri vào liên danh tranh cử của mình nhưng có rất nhiều ứng cử viên khác cũng được đề cử tại đại hội hay nhận được phiếu bầu trong cuộc đầu phiếu. Tuy nhiên, Eagleton nhận được đa số phiếu và được đề cử.

## Vai trò của Phó Tổng thống Hoa Kỳ

### Các bổn phận
Hiến pháp Hoa Kỳ giới hạn quyền và vai trò chính thức của Phó Tổng thống trong việc trở thành Tổng thống chỉ khi nào Tổng thống không thể nào phục vụ (vì qua đời, từ chức, hay bị thương tật) và đôi khi giới hạn cả việc thực hiện vai trò làm Chủ tịch Thượng viện. Với vai trò là Chủ tịch Thượng viện Hoa Kỳ, Phó Tổng thống có hai bổn phận chính: bỏ lá phiếu quyết định trong trường hợp cuộc biểu quyết ở Thượng viện gặp bế tắc và làm chủ tọa để chứng thực kết quả chính thức việc đếm phiếu đại cử tri đoàn. Thí dụ, trong nữa năm đầu của năm 2001, số các thượng nghị sĩ bị phân đôi 50-50 giữa hai đảng Dân chủ và Cộng hòa. Lúc đó lá phiếu của Phó Tổng thống Dick Cheney (đảng viên Cộng hòa) có thể cho phe Cộng hòa một đa số phiếu tại Thượng viện Hoa Kỳ. (Xem Quốc hội Hoa Kỳ lần thứ 107.)

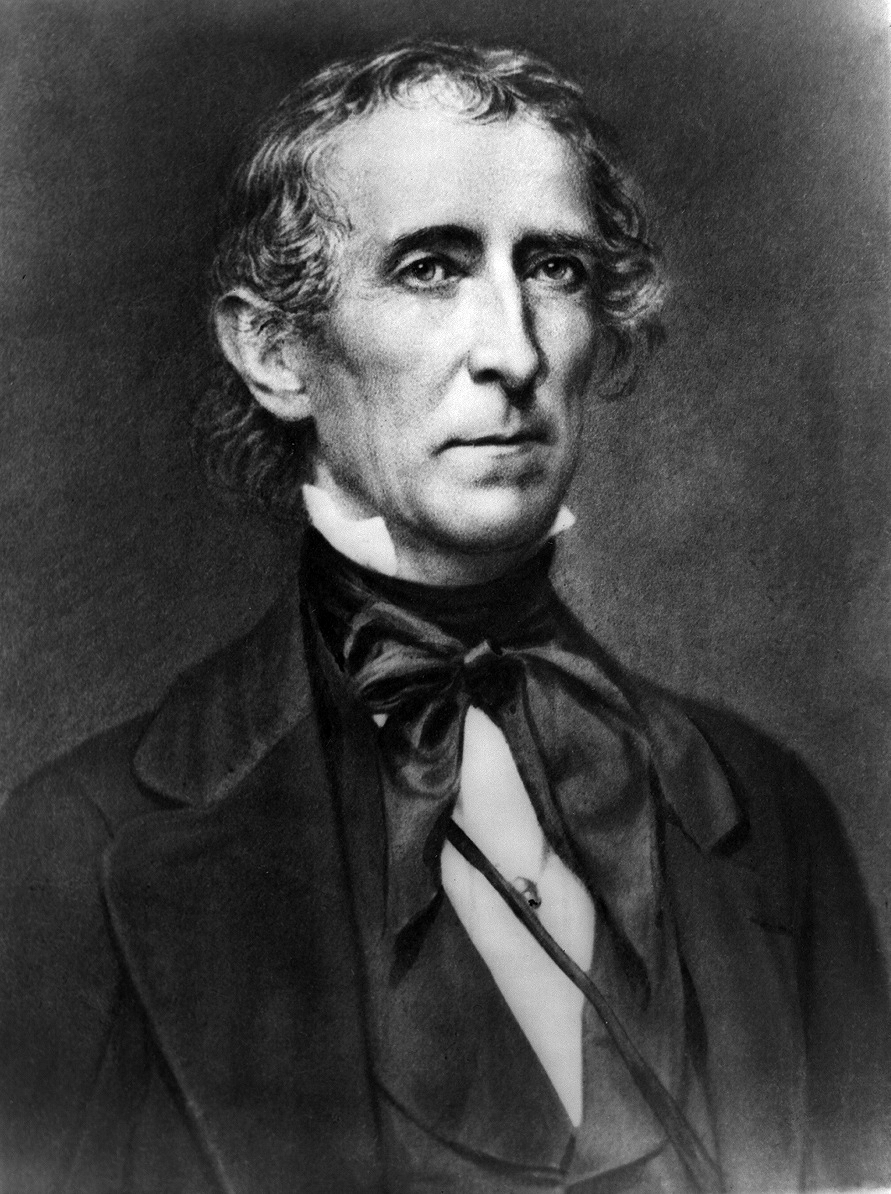
John Tyler, Phó tổng thống đầu tiên trở thành Tổng thống sau cái chết của Tổng thống đương nhiệm William Henry Harrison.

Trừ khi trong vai trò phá giải bế tắc biểu quyết, các quy định hay luật lệ hiện tại của Thượng viện Hoa Kỳ không có áp chế bất cứ trách nhiệm lớn nào vào Phó Tổng thống Hoa Kỳ. Quy định XIX, nói về tranh luận, không cho phép Phó Tổng thống Hoa Kỳ tham gia vào tranh luận, và chỉ cho phép các thành viên của Thượng viện Hoa Kỳ (và, khi có thông báo đúng lúc thì các cựu tổng thống cũng được phép) đặc quyền diễn thuyết trước Thượng viện nhưng không cho phép đặc quyền tương tự cho Phó Tổng thống đương nhiệm. Thế cho nên Tuần báo Time có viết trong nhiệm kỳ gây tranh cãi của Phó Tổng thống Charles G. Dawes như sau "cứ mỗi lần trong bốn năm, Phó Tổng thống có thể diễn thuyết một ít và rồi ông ta xong chuyện. Trong khoảng thời gian bốn năm, ông ta lúc đó phải ngồi trên cái ghế buồn tẻ, tham dự các buổi diễn thuyết chán ngắt hay ngược lại thì ung dung hoặc hài hước."
Các vai trò và phận sự không chính thức của Phó Tổng thống Hoa Kỳ còn tùy thuộc vào mối quan hệ đặc biệt giữa Tổng thống và Phó Tổng thống nhưng thường thì bao gồm thảo kế hoạch và phát ngôn về chính sách của chính phủ như là cố vấn của Tổng thống, như là Chủ tịch Ban điều hành cơ quan NASA, như một thành viên trong ban giám đốc Viện Smithsonian, và như biểu tượng của sự ủng hộ và mối quan tâm của người Mỹ. Tầm ảnh hưởng của Phó Tổng thống Hoa Kỳ trong vai trò này tùy thuộc hoàn toàn vào các đặc điểm của chính phủ đặc biệt nào đó. Dick Cheney, chẳng hạn, được nhiều người cho rằng là một trong các người thân cận nhất của Tổng thống George W. Bush. Al Gore là một cố vấn quan trọng của Tổng thống Bill Clinton trên các vấn đề chính sách đối ngoại và chính sách về môi trường. Thường thường, các phó tổng thống sẽ kiên quyết giữ lập trường về các vấn đề để cầm chắc sự ủng hộ của đảng mình trong lúc chuyển hướng sự chỉ trích từ đảng phái xa khỏi tổng thống. Dưới hệ thống chính trị của Hoa Kỳ, Tổng thống Hoa Kỳ vừa là nguyên thủ quốc gia (head of state) vừa là người đứng đầu chính phủ (head of government), và các nhiệm vụ nghi lễ thường thấy của các nguyên thủ quốc gia trên thế giới thường được giao phó cho Phó Tổng thống Hoa Kỳ. Phó Tổng thống có thể tiếp đón các nguyên thủ quốc gia khác hay tham dự các quốc tang tại các nước vào lúc mà chính phủ muốn chứng tỏ sự ủng hộ và mối quan tâm nhưng không thể đưa Tổng thống Hoa Kỳ đến dự. Không phải tất cả các phó tổng thống đều cảm thấy vui lòng với công việc của họ. John Nance Garner, phục vụ trong vai trò Phó Tổng thống từ năm 1933 đến 1941 dưới thời Tổng thống Franklin D. Roosevelt, có nói rằng Phó Tổng thống không "đáng một bình nước tiểu nóng," mặc dù các thông tín viên được người ta cho rằng đã sửa đổi từ "nước tiểu" thành "nước bọt" để in ra báo.
Trong những năm vừa qua, Phó Tổng thống thường được sử dụng để tranh chức tổng thống. Trong số 13 lần bầu cử tổng thống từ năm 1956 đến năm 2004 có chín lần tổng thống đương nhiệm ra tranh cử trong khi có đến bốn lần khác (1960, 1968, 1988, 2000) là do các phó tổng thống đương nhiệm ra tranh cử tổng thống. Các cựu phó tổng thống cũng ra tranh cử tổng thống, vào năm 1968 (Richard Nixon được bầu làm Tổng thống sau khi đánh bại đương kim Phó Tổng thống Hubert Humphrey), 1984 (Walter Mondale thất cử trước đương kim Tổng thống Ronald Reagan), và 2020 (Joe Biden được bầu làm Tổng thống sau khi đánh bại đương kim Tổng thống Donald Trump). Cuộc bầu cử tổng thống đầu tiên không có tổng thống đương nhiệm và cũng không có phó tổng thống đương nhiệm ra tranh cử trong một liên danh đảng chính trị lớn kể từ năm 1952 xảy ra vào năm 2008 sau khi đương kim Tổng thống George W. Bush đã phục vụ hết hai nhiệm kỳ nhưng đương kim Phó Tổng thống Dick Cheney đã chọn không ra tranh cử và tương tự, vào năm 2016 sau khi đương kim Tổng thống Barack Obama đã phục vụ hết hai nhiệm kỳ nhưng đương kim Phó Tổng thống Joe Biden đã chọn không ra tranh cử. Gần đây, đương kim Tổng thống Donald Trump ra tranh cử cho nhiệm kỳ thứ hai liên tiếp vào năm 2020 nhưng thất cử trước cựu phó tổng thống Joe Biden và đương kim Phó Tổng thống Kamala Harris ra tranh cử vào năm 2024 nhưng thất cử trước cựu tổng thống Donald Trump.
Từ năm 1974, dinh cư chính thức của Phó Tổng thống và gia đình là Number One Observatory Circle, nằm trên phầnh đất của Đài quan sát Hải quân Hoa Kỳ ở Washington, D.C.
Phù hiệu phục vụ của Phó Tổng thống là một phù hiệu quân sự của Bộ Quốc phòng Hoa Kỳ. Phù hiệu này thường được trao tặng cho các thành viên trong Quân đội Hoa Kỳ, các nhân sự của quân đoàn hiện dịch thuộc Cơ quan Quản lý Khí quyển và Đại dương Quốc gia (National Oceanic and Atmospheric Administration) và các nhân sự của quân đoàn hiện dịch thuộc Dịch vụ Y tế Công cộng Hoa Kỳ là những người phục vụ có đồng phục toàn thời gian trong vai trò trợ lý cho Phó Tổng thống Hoa Kỳ.

### Vai trò là Chủ tịch Thượng viện Hoa Kỳ
Với tư cách là Chủ tịch Thượng viện (Điều khoản I, Phần 3, Đoạn 4), Phó Tổng thống trông coi các vấn đề liên quan đến tiến trình và có thể bỏ phiếu của mình khi cần thiết để phá vở sự bế tắc trong các cuộc biểu quyết không phân thắng bại. Có một sự thỏa hiệp mạnh mẽ trong Thượng viện Hoa Kỳ là rằng Phó Tổng thống Hoa Kỳ không nên sử dụng chức vụ của mình trong vai trò Chủ tịch Thượng viện để gây ảnh hưởng đến việc thông qua các luật lệ hay hành động theo kiểu đảng phái, trừ trong trường hợp có sự ngang bằng số phiếu biểu quyết tại Thượng viện. Với tư cách Chủ tịch Thượng viện, John Adams đã bỏ lá phiếu của mình 29 lần để phá vở sự bế tắc ngang phiếu. Đây là một kỷ lục mà chưa có người kế nhiệm nào phá vở trừ John C. Calhoun. Lá phiếu của ông bảo vệ quyền lực độc nhất của tổng thống về quyền truất phế những viên chức được bổ nhiệm, gây ảnh hưởng đến việc chọn lựa vị trí cho thủ đô quốc gia, và ngăn ngừa chiến tranh với Vương quốc Anh. Trong ít nhất một dịp, ông thuyết phục được các thượng nghị sĩ bỏ phiếu chống các dự luật mà ông chống đối và thường xuyên diễn thuyết trước Thượng viện về các vấn đề chính sách cũng như tiến trình. Quan điểm và vai trò tích cực của Adams tại Thượng viện đã khiến cho ông trở thành mục tiêu tự nhiên cho những người chỉ trích chính phủ của Tổng thống George Washington.
Trong thời hiện đại, Phó Tổng thống hiếm khi chủ tọa các vấn đề hàng ngày tại Thượng viện; để thay thế, Thượng viện chọn ra Chủ tịch Thượng viện tạm quyền (President pro tempore) để chủ tọa mỗi khi Phó Tổng thống vắng mặt; Thượng viện thường hay chọn thượng nghị sĩ thâm niên nhất thuộc đảng đa số.
Khi Tổng thống bị luận tội, Thẩm phán trưởng Hoa Kỳ chủ tọa Thượng viện trong suốt thời gian luận tội. Ngược lại, Phó Tổng thống với tư cách Chủ tịch Thượng viện hay Chủ tịch Thượng viện tạm quyền làm chủ tọa. Cách thức như vậy có thể được dùng trong việc luận tội Phó Tổng thống mặc dù các ý kiến pháp lý cho rằng luật pháp không cho phép một người vừa là thẩm phán trong một vụ xét xử lại vừa là bị cáo. Nếu Phó Tổng thống không chủ tọa một cuộc luận tội thì trách nhiệm đó sẽ được Chủ tịch Thượng viện tạm quyền đảm trách.
Chủ tịch Thượng viện cũng chủ tọa việc đếm và tuyên bố số phiếu đại cử tri đoàn. Tiến trình này xảy ra dưới sự hiện diện của cả hai viện lập pháp vào ngày 6 tháng 1 năm sau một cuộc bầu cử tổng thống Hoa Kỳ. Theo trách nhiệm này, chỉ có bốn Phó Tổng thống đã có thể thông báo chính việc đắc cử tổng thống của mình: John Adams (năm 1797), Thomas Jefferson (năm 1801), Martin Van Buren (năm 1837), và George H. W. Bush (năm 1989). Vào đầu năm 1961, Phó Tổng thống đương nhiệm Richard Nixon chủ tọa tiến trình này nhưng chỉ để chính thức thông báo về sự đắc cử tổng thống của người đối thủ của mình là John F. Kennedy. Sau này, Al Gore (năm 2001) thông báo về sự đắc cử tổng thống của người đối thủ của mình là George W. Bush và tương tự, Kamala Harris (năm 2025) cũng thông báo về sự đắc cử tổng thống của người đối thủ của mình là Donald Trump.
Phó Tổng thống John C. Calhoun trở thành Phó Tổng thống Hoa Kỳ đầu tiên từ chức. Trước đó ông đã bị Tổng thống Andrew Jackson bỏ ra ngoài liên danh tranh cử để chọn Martin Van Buren.

## Sự phát triển của chức vị Phó Tổng thống
Phần lớn sự tồn tại của chức vị Phó Tổng thống được người ta nhận thức không hơn vị trí một cái bóng. John Adams, Phó Tổng thống Hoa Kỳ đầu tiên, diễn tả nó như "chức vị vô nghĩa nhất mà sáng kiến của con người đã tạo ra được hay óc tưởng tượng của con người nhận thức được". Thomas R. Marshall, Phó Tổng thống Hoa Kỳ thứ 28 than thở rằng: "Xưa kia có hai anh em. Một chạy xa ra biển; còn người kia được bầu làm Phó Tổng thống Hoa Kỳ. Và rồi người ta không còn nghe thấy gì về hai anh em này nữa." Khi Đảng Whig tìm một ứng cử viên Phó Tổng thống cho liên danh của Zachary Taylor, họ tìm đến Daniel Webster thì ông nói về chuyện này như sau: "Tôi không đề nghị được chôn cho đến khi tôi thật sự chết và nằm trong quan tài." Đây là lần thứ hai Webster từ chối ra ứng cử vào chức vụ phó tổng thống; lần đầu tiên là lúc William Henry Harrison mời ông cùng ra tranh cử. Mỉa mai thay, cả hai vị Tổng thống Hoa Kỳ mời Webster ra làm ứng viên phó tổng thống đều chết khi đang tại chức, điều đó có nghĩa là Webster có thể đã trở thành Tổng thống Hoa Kỳ nếu ông chấp thuận hai lần đó. Nhưng vì Tổng thống hiếm khi chết lúc tại chức nên "bậc thang" tự nhiên để đi lên chức vị Tổng thống Hoa Kỳ được xem là chức vị Bộ trưởng Ngoại giao Hoa Kỳ.

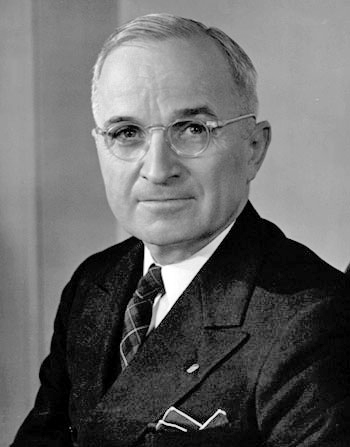
Harry Truman giữ chức Phó Tổng thống chỉ mới 3 tháng trước khi trở thành Tổng thống. Ông chưa từng được thông báo về các chính sách thời chiến và hậu chiến của Tổng thống Franklin Roosevelt trong lúc làm Phó Tổng thống.

Đã từ lâu trước đây, Phó Tổng thống được giao rất ít trách nhiệm. Sau khi John Adams dự một cuộc họp nội các của Tổng thống vào năm 1791 thì không có một Phó Tổng thống nào làm như vậy cho đến khi Thomas Marshall tạm thay quyền Tổng thống Woodrow Wilson trong khi ông đến châu Âu vào năm 1918 và năm 1919. Người kế nhiệm Marshall là Calvin Coolidge được Tổng thống Warren G. Harding mời dự các phiên họp. Vị Phó Tổng thống kế tiếp là Charles G. Dawes đã không tìm cách dự các cuộc họp nội các dưới thời Tổng thống Coolidge và tuyên bố rằng "tiền lệ có lẽ chứng minh nó gây tai hại cho quốc gia." Phó Tổng thống Charles Curtis cũng bị Tổng thống Herbert Hoover ngăn cản không cho dự.
Garret Hobart, Phó Tổng thống đầu tiên dưới thời Tổng thống William McKinley, là một trong số rất hiếm Phó Tổng thống vào thời đó đóng một vai trò quan trọng trong bộ máy chính phủ. Là một cố vấn và thân cận của Tổng thống, Hobart được người ta gọi là Phụ tá Tổng thống.
Năm 1933, Franklin D. Roosevelt nâng vị thế chức vị phó tổng thống bằng cách phục hồi việc mời Phó Tổng thống đến dự các buổi họp nội các và từ đó các Tổng thống Hoa Kỳ đều vẫn giữ nguyên tắc này cho đến ngày nay. Phó Tổng thống đầu tiên của Roosevelt là John Nance Garner ly khai với ông vào đầu nhiệm kỳ hai về vấn đế thêm số thẩm phán tại Tối cao Pháp viện Hoa Kỳ và trở thành kẻ thù chính trị hàng đầu chống Roosevelt. Người kế nhiệm Garner là Henry Wallace được giao nhiều trách nhiệm lớn trong suốt chiến tranh nhưng ông càng ngày càng thiên tả hơn Đảng Dân chủ và chính phủ của Roosevelt và vì vậy ông bị thu hồi quyền lực thật sự. Roosevelt không cho vị Phó Tổng thống cuối cùng của ông là Harry Truman biết gì về tất cả các vấn đề thời chiến và hậu chiến, thí dụ như Dự án Manhattan chế tạo bom nguyên tử, khiến cho Truman nhận xét một cách khó chịu rằng công việc của Phó Tổng thống là "đi dự tiệc cưới và đám tang". Sau khi Roosevelt qua đời và Truman chấp chánh chức tổng thống, nhu cầu giữ cho Phó Tổng thống biết tình hình về các vấn đề có liên quan đến an ninh quốc gia trở nên rõ ràng vì thế Quốc hội Hoa Kỳ biến Phó Tổng thống Hoa Kỳ thành một trong bốn thành viên theo luật định của Hội đồng An ninh Quốc gia Hoa Kỳ vào năm 1949.
Richard Nixon tái tạo mới chức vị Phó Tổng thống. Ông đã gây sự chú ý của giới truyền thông và Đảng Cộng hòa khi Tổng thống Dwight Eisenhower ra lệnh cho ông chủ tọa các cuộc họp nội các khi Eisenhower vắng mặt. Nixon cũng là Phó Tổng thống Hoa Kỳ đầu tiên tiếp quản tạm thời ngành hành pháp sau khi Eisenhower bị lên cơn đau tim vào ngày 24 tháng 9 năm 1955, chứng đau ruột vào tháng 6 năm 1956, và một cơn tai biến mạch máu não vào tháng 11 năm 1957. Tổng thống Jimmy Carter là vị tổng thống đầu tiên chính thức giao cho Phó Tổng thống của mình là Walter Mondale một văn phòng nằm trong cánh tây Tòa Bạch Ốc.

## Kế vị và Tu chính án 25 Hiến pháp Hoa Kỳ

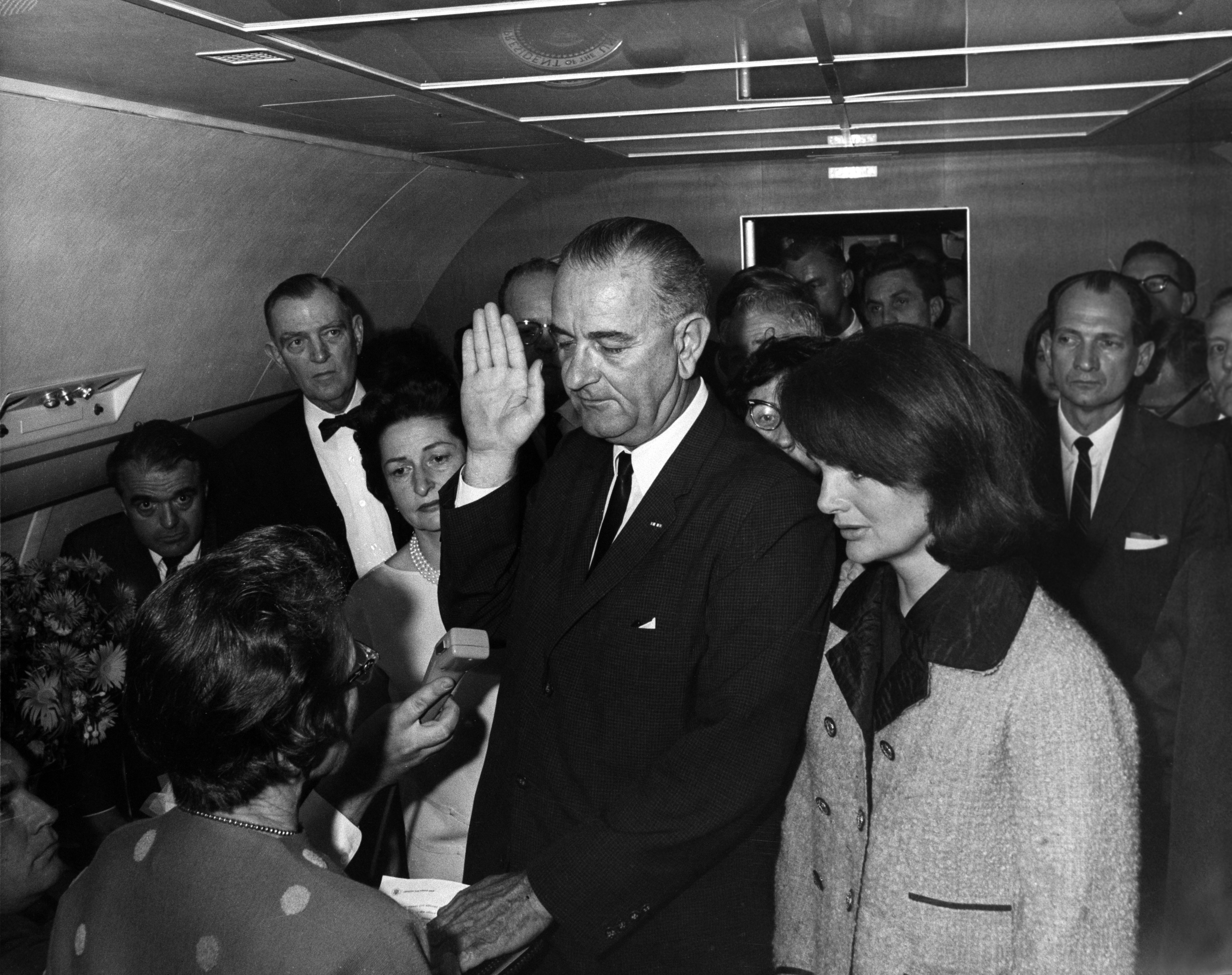
Lyndon B. Johnson tuyên thệ nhậm chức trên máy bay khi vị Tổng thống đương nhiệm John F. Kennedy bị ám sát.

Hiến pháp Hoa Kỳ có nói rằng nếu tổng thống mất hoặc bị thương tật trong lúc tại chức thì "quyền lực và nhiệm vụ" của chức vị này phải được chuyển sang Phó Tổng thống. Lúc ban đầu, người ta không rõ là liệu Phó Tổng thống có thật sự trở thành tổng thống mới hay không hay chỉ là quyền tổng thống. Việc này đã được thử nghiệm vào năm 1841 khi Tổng thống William Henry Harrison qua đời. Phó Tổng thống của Harrison là John Tyler khẳng định rằng ông đã kế vị chức vụ tổng thống này hoàn toàn gồm cả quyền lực và chức vị, và ông ta không chịu thừa nhận các văn kiện gọi ông là "quyền tổng thống". Mặc dù có một số người lên tiếng phản đối mạnh mẽ nhưng Tyler vẫn tuyên thệ nhậm chức tổng thống thứ 10. Lời tuyên bố của Tyler không bị đối đầu về mặt pháp lý, và vì vậy tiền lệ cho việc kế vị đầy đủ được thiết lập. Tiền lệ này sau đó được xác định rõ ràng qua Đoạn 1 của Tu chính án Hiến pháp 25 được thông qua năm 1967.
Tu chính án Hiến pháp 25 cũng đưa ra một số điều khoản về kế nhiệm trong trường hợp Phó Tổng thống qua đời khi đang tại chức, từ chức hay kế nhiệm chức tổng thống. Hiến pháp Hoa Kỳ gốc không có điều khoản nào nói đến việc kế vị chức Phó Tổng thống, vì vậy chức Phó Tổng thống sẽ bị bỏ trống cho đến khi bắt đầu nhiệm kỳ mới của tổng thống và phó tổng thống. Vấn đề này đã xảy ra gần đây nhất là khi Tổng thống John F. Kennedy bị ám sát ngày 22 tháng 11 năm 1963, và đã được sửa sai bằng Tu chính án Hiến pháp 25.

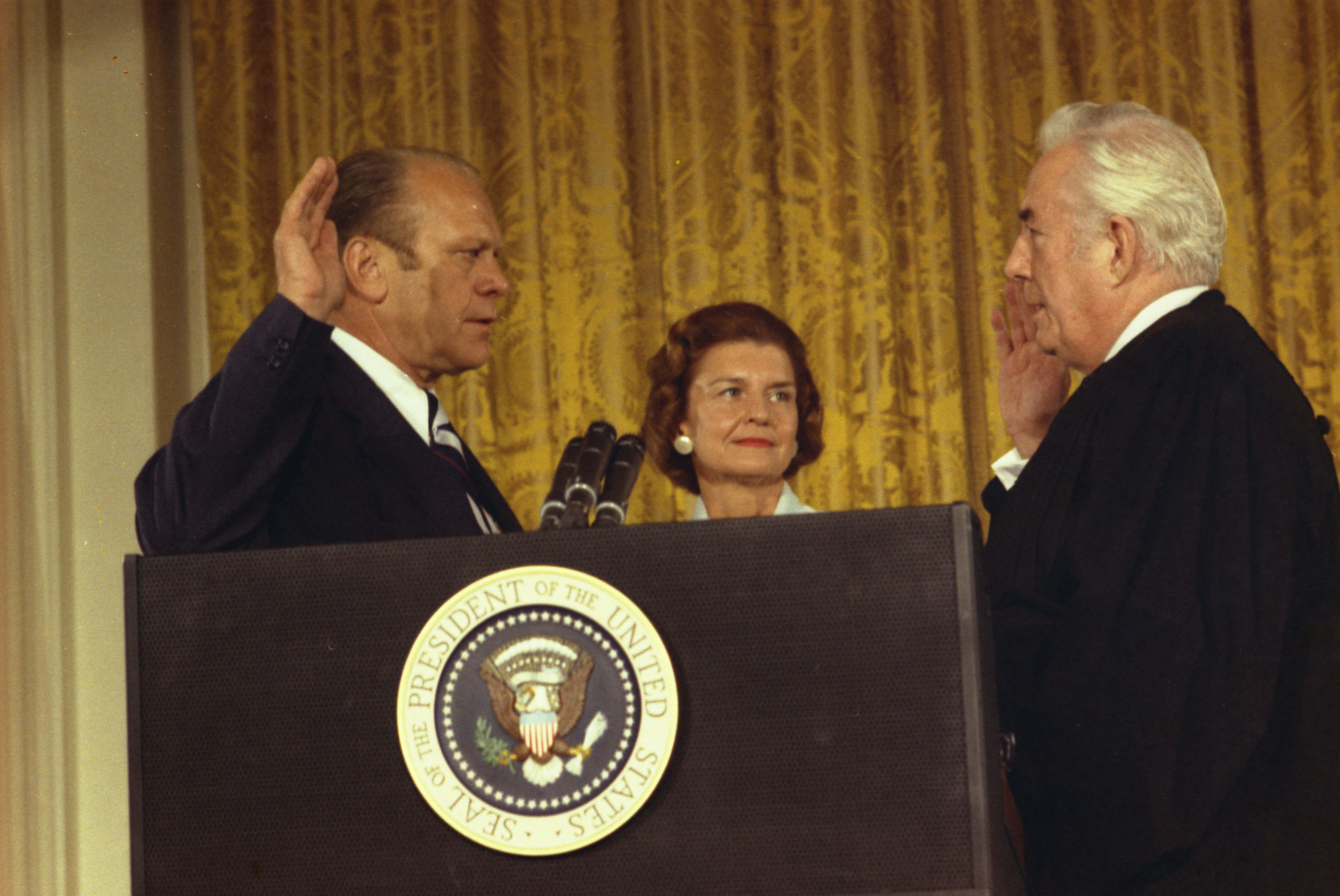
Chánh án Tối cao Pháp viện Hoa Kỳ Warren Burger (phải) làm lễ tuyên thệ cho Tổng thống Gerald Ford đứng bên cạnh vợ mình là Betty Ford sau khi Tổng thống đương nhiệm Richard Nixon từ chức.

Đoạn 2 Tu chính án Hiến pháp Hoa Kỳ số 25 nói rằng:
Bất cứ khi nào chức vị Phó Tổng thống bị để trống thì Tổng thống sẽ phải đề cử một Phó Tổng thống và người này sẽ nhận chức sau khi được đa số phiếu của cả hai viện Quốc hội chấp thuận.

Gerald Ford là Phó Tổng thống đầu tiên được chọn theo phương cách này sau khi Phó Tổng thống Spiro Agnew từ chức vào năm 1973; sau khi kế nhiệm chức Tổng thống, Ford đề cử Nelson Rockefeller làm Phó Tổng thống.
Vấn đề khác là ai có quyền lực để tuyên bố rằng một vị tổng thống bệnh tật không thể thực hiện được các nhiệm vụ của mình. Câu hỏi này phát sinh gần đây nhất là sự kiện Tổng thống Dwight D. Eisenhower bị bệnh. Đoạn 3 và Đoạn 4, Tu chính án Hiến pháp 25 có nói đến các phương thức để Phó Tổng thống trở thành quyền tổng thống khi tổng thống bị thương tật ngắn hạn. Đoạn 3 nó về việc Tổng thống tự tuyên bố không thể thực hiện nhiệm vụ của mình. Đoạn 4 nói về việc cả Phó Tổng thống và đa số trong Nội các cùng tuyên bố.
Trong khi Đoạn 4 chưa từng được dùng đến, Đoạn 3 đã được dùng đến bốn lần: vào ngày 13 tháng 7 năm 1985 khi Tổng thống Ronald Reagan nằm viện để được lấy tế bào ung thư ruột; vào ngày 29 tháng 6 năm 2002 và vào ngày 21 tháng 7 năm 2007 khi Tổng thống George W. Bush đi kiểm tra ruột mà việc thực hiện phải cần dùng cách thức gây mê; và vào ngày 19 tháng 11 năm 2021 khi Tổng thống Joe Biden đi kiểm tra ruột mà việc thực hiện phải cần dùng cách thức gây mê. Trước khi có tu chính án này, Phó Tổng thống Richard Nixon đã từng không chính thức thay thế Tổng thống Dwight Eisenhower trong vài tuần lễ mỗi khi Eisenhower bị bệnh.

## Lương bổng
Lương của Phó Tổng thống Hoa Kỳ bằng lương của Chánh án Hoa Kỳ và Chủ tịch Hạ viện Hoa Kỳ, năm 2009 là 227.300 đô la. Mức lương này được ấn định bởi Đạo luật Cải cách Lương bổng Chính phủ năm 1989. Đạo luật này cũng tính đến sự điều chỉnh giá sinh hoạt tự động cho tất cả các viên chức liên bang.
Phó Tổng thống không tự động nhận được tiền hồi hưu dựa vào chức vị này mà thay vào đó nhận tiền hồi hưu như các thành viên khác của Quốc hội theo chức vị Chủ tịch Thượng viện. Phó Tổng thống phải phục vụ ít nhất 5 năm để hội đủ điều kiện để lãnh tiền hồi hưu.

## Các cựu Phó tổng thống hiện còn sống
Tính đến 1 tháng 8 năm 2025, có 6 cựu Phó Tổng thống còn sống. Cựu Phó Tổng thống còn sống cao tuổi nhất là Dick Cheney và trẻ tuổi nhất là Kamala Harris và cựu Phó Tổng thống qua đời gần đây nhất là Walter Mondale, đã qua đời vào ngày 19 tháng 4 năm 2021 ở tuổi 93. Dưới đây là danh sách các cựu Phó Tổng thống còn sống được xếp theo thứ tự nhiệm kỳ: 

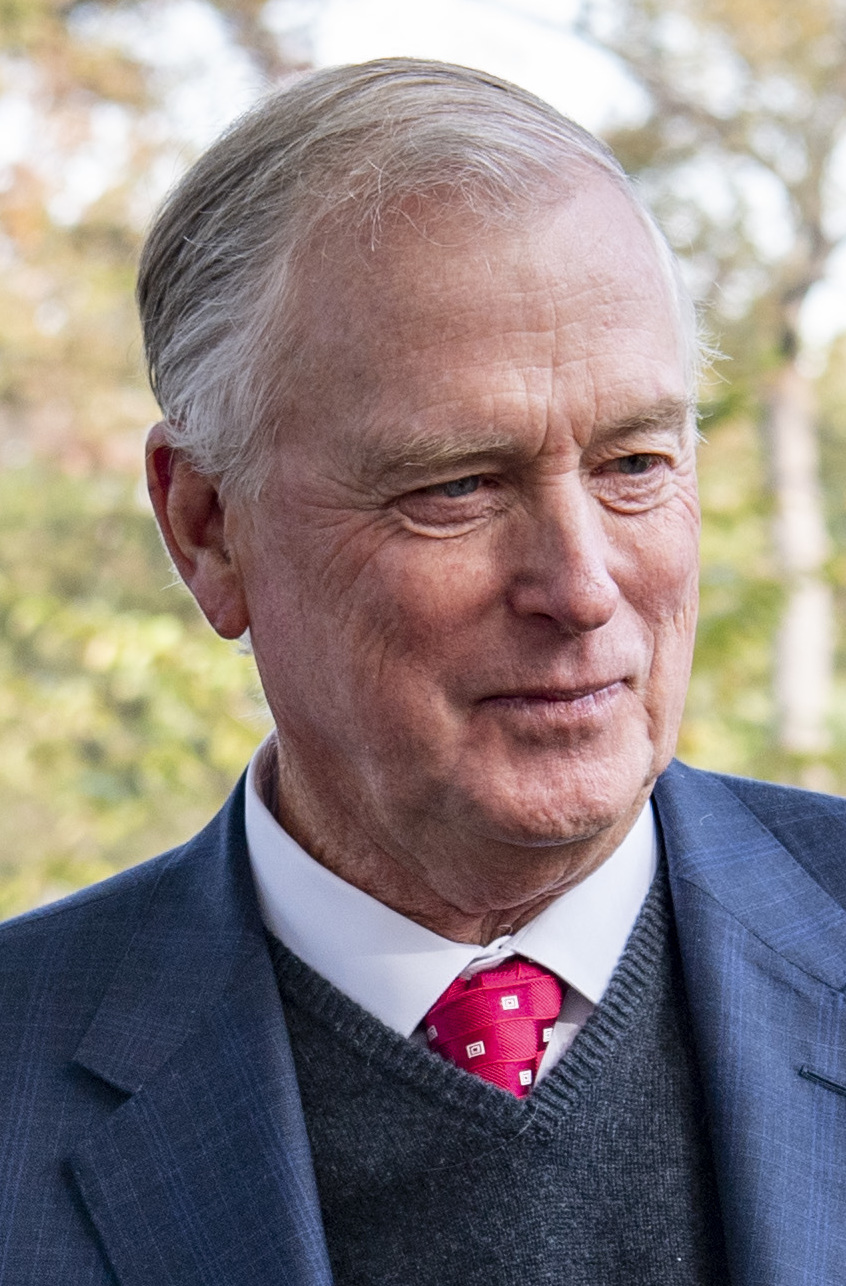
Dan Quayle 1989 – 1993 4 tháng 2, 1947 (78 tuổi)
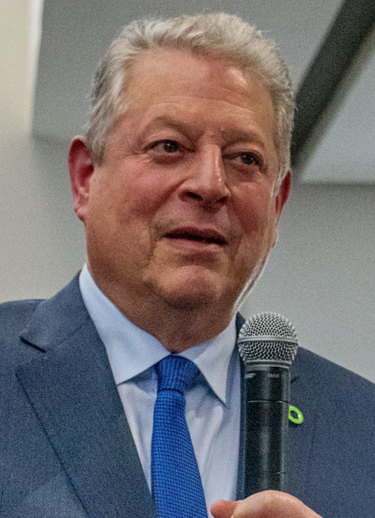
Al Gore 1993 – 2001
31 tháng 3, 1948 (77 tuổi)
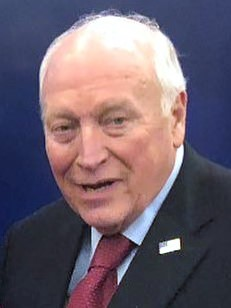
Dick Cheney 2001 – 2009
30 tháng 1, 1941 (84 tuổi)
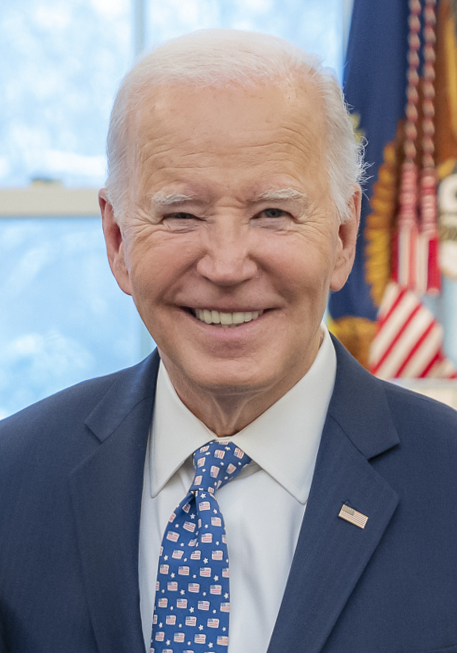
Joe Biden 2009 – 2017
20 tháng 11, 1942 (82 tuổi)
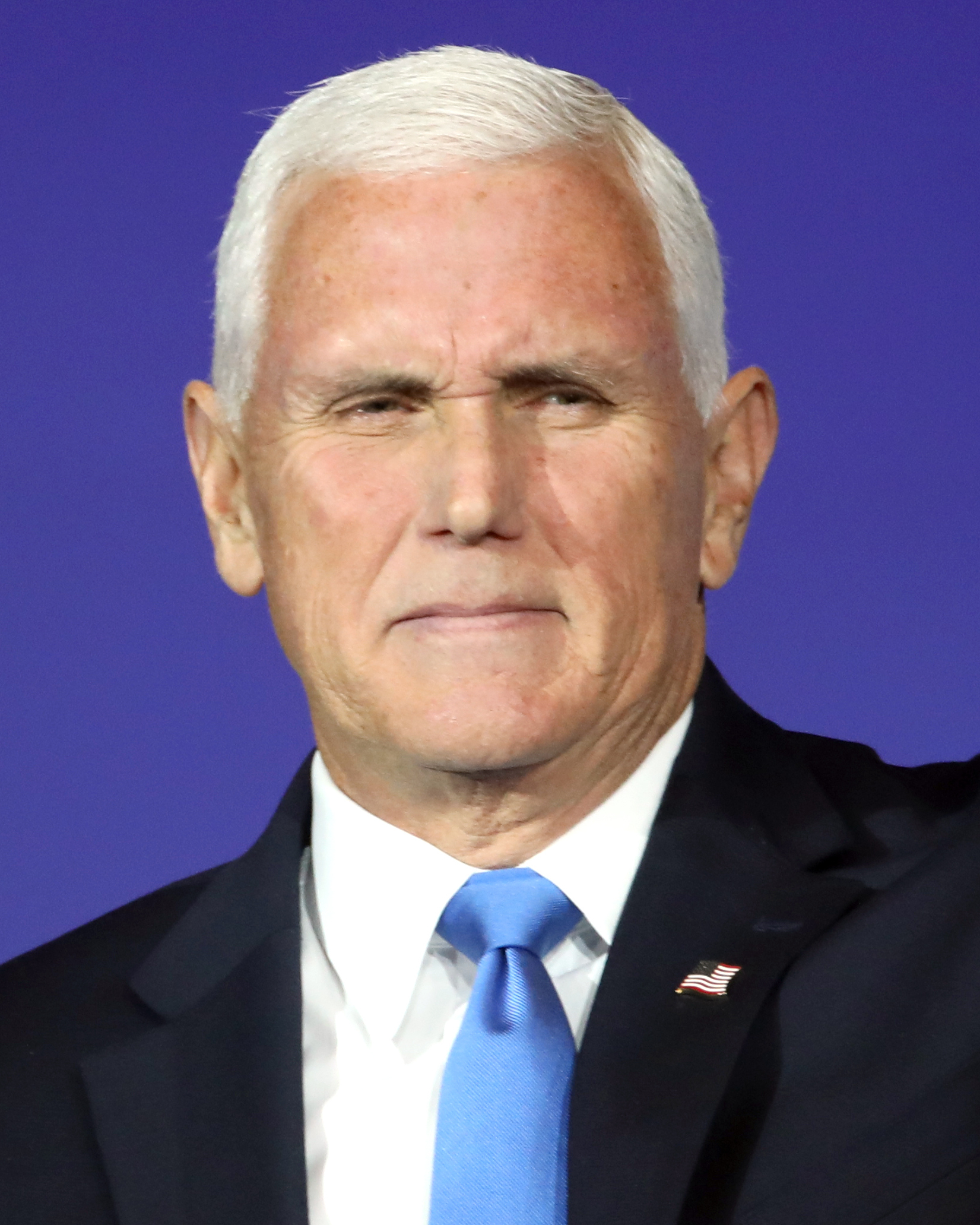
Mike Pence 2017 – 2021 7 tháng 6, 1959 (66 tuổi)
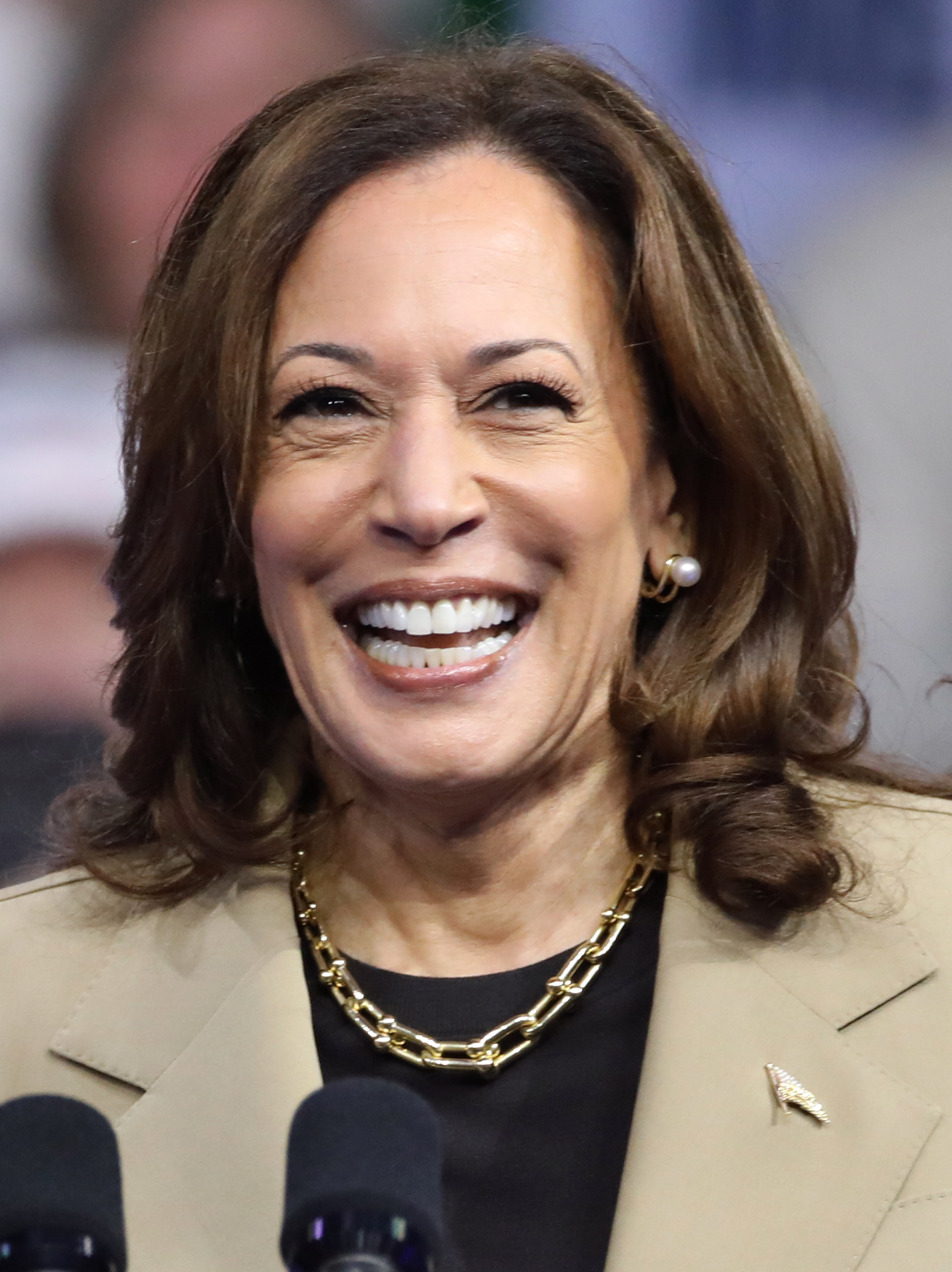
Kamala Harris 2021 – 2025 20 tháng 10, 1964 (60 tuổi)

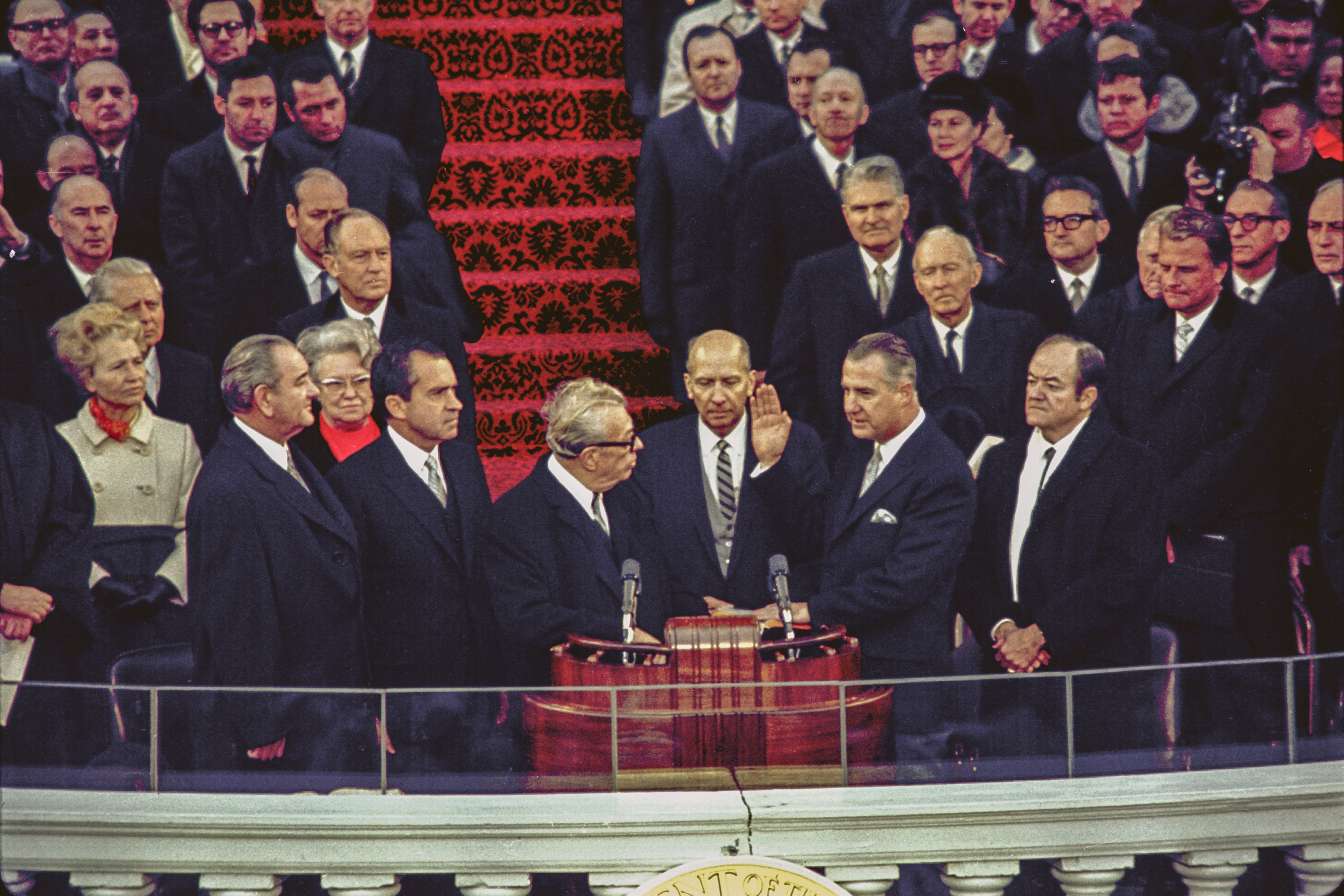
Bốn vị Phó tổng thống cùng hiện diện trong một bức ảnh: (trái sang phải) Tổng thống mãn nhiệm Lyndon B. Johnson (Phó tổng thống thứ 37), Tổng thống tân nhiệm Richard Nixon (Phó tổng thống thứ 36), Lãnh tụ phe thiểu số Thượng viện Everett Dirksen, Spiro Agnew tuyên thệ nhậm chức Phó tổng thống thứ 39, và Phó tổng thống thứ 38 vừa mãn nhiệm Hubert Humphrey, trong buổi lễ tuyên thệ nhậm chức ngày 20 tháng 1 năm 1969

Biden sau này được đắc cử Tổng thống Hoa Kỳ trong khi Gore và Harris cũng từng tranh cử tổng thống và được Đảng Dân chủ đề cử nhưng không được đắc cử tổng thống. Quayle và Pence đã từng tranh cử tổng thống để tìm sự đề cử của Đảng Cộng hòa trong thời gian ngắn ngủi nhưng không được đảng đề cử. Cheney chưa từng ra tranh cử tổng thống.
Trong khi các cựu Phó Tổng thống đều đủ điều kiện để lãnh tiền hưu bổng nhưng họ không được hưởng quyền lợi được bảo vệ cá nhân từ Sở Mật vụ Hoa Kỳ. Tuy nhiên, các cựu phó tổng thống nhân được sự bảo vệ không chính thức từ Sở Mật vụ Hoa Kỳ lên đến sáu tháng từ khi rời nhiệm sở.
Cho đến tháng 6 năm 2008, một đạo luật có tên "Đạo luật Bảo vệ Cựu Phó Tổng thống 2008" đã được thông qua tại Hạ viện Hoa Kỳ. Đang cần Thượng viện Hoa Kỳ cứu xét, đạo luật sẽ cung ứng sáu tháng bảo vệ chính thức từ Sở Mật vụ Hoa Kỳ cho cựu Phó Tổng thống và gia đình.
Các cựu Phó Tổng thống thuộc Đảng Dân chủ là siêu đại biểu tại Đại hội Đảng Dân chủ.

## Các kỷ lục
Sống lâu nhất
- John Nance Garner mất trước sinh nhật lần thứ 99 của ông chỉ 15 ngày.
- Levi P. Morton mất vào sinh nhật lần thứ 96.
- George H. W. Bush mất ở tuổi 94.
- Gerald Ford mất ở tuổi 93.
- Walter Mondale mất ở tuổi 93.
- John Adams mất ở tuổi 90.

Tuổi khi nhậm chức
- John C. Breckinridge là người trẻ nhất nhậm chức khi mới 36 vào năm 1857.
- Alben W. Barkley là người già nhất phục vụ, ông 75 tuổi khi rời chức Phó Tổng thống vào năm 1953.

Hai người phục vụ 2 vị Tổng thống khác nhau

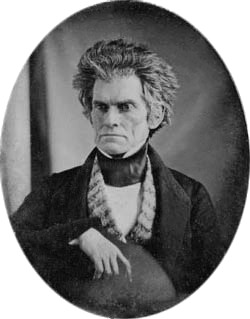
John C. Calhoun, vị Phó tổng thống đầu tiên từ chức trong nhiệm kỳ.

- George Clinton phục vụ dưới thời hai tổng thống Thomas Jefferson và James Madison
- John C. Calhoun phục vụ dưới thời hai tổng thống John Quincy Adams và Andrew Jackson

Bảy người mất khi đang tại chức
- George Clinton vào năm 1812
- Elbridge Gerry vào năm 1814
- William R. King vào năm 1853
- Henry Wilson vào năm 1875
- Thomas A. Hendricks vào năm 1885
- Garret Hobart vào năm 1899
- James S. Sherman vào năm 1912

Hai người từ chức
- John C. Calhoun từ chức ngày 28 tháng 12 năm 1832 để tranh cử vào Thượng viện Hoa Kỳ.
- Spiro Agnew từ chức ngày 10 tháng 10 năm 1973 sau khi tuyên bố tại tòa không chống lại việc bị truy tố tội trốn thuế vì đã không đóng thuế trên số tiền hối lộ trong khi làm Thống đốc của tiểu bang Maryland

Hai người là mục tiêu xác định của cuộc mưu sát bất thành
- Andrew Johnson là một mục tiêu trong cùng một âm mưu ám sát Tổng thống Abraham Lincoln và mưu toan ám sát Ngoại trưởng William H. Seward
- Thomas R. Marshall là mục tiêu trong một vụ bom thư năm 1915

Một người có thể là mục tiêu của một vụ âm mưu ám sát
- Dick Cheney ở trong khu vực của một quả bom mà người ta cho rằng có lẽ ông là mục tiêu. (Xem vụ đánh bom Căn cứ Không quân Bagram năm 2007.)

Hai người bắn người trong thời gian tại chức
- Aaron Burr đã đấu súng với Alexander Hamilton vào ngày 11 tháng 7 năm 1804. Hamilton đã chết vào ngày hôm sau.
- Dick Cheney bắn nhầm Harry Whittington trong chuyến đi săn ngày 11 tháng 2 năm 2006.

Hai người chưa từng được bầu
- Gerald Ford được đề cử vào chức vụ này sau khi Spiro Agnew từ chức vào năm 1973. Sau khi Richard Nixon từ chức tổng thống, Ford trở thành người đầu tiên và cho đến bây giờ người duy nhất trở thành Tổng thống Hoa Kỳ mà chưa từng được bầu vào một chức vụ hành chính quốc gia nào (vì Ford được đề cử làm Phó Tổng thống nên chưa từng được toàn quốc bầu)
- Nelson Rockefeller được đề cử vào chức vụ này sau khi Gerald Ford trở thành Tổng thống vào năm 1974.

Chín người kế nhiệm Tổng thống
1. John Tyler trở thành Tổng thống sau khi William Henry Harrison mất.
2. Millard Fillmore trở thành Tổng thống sau khi Zachary Taylor mất.
3. Andrew Johnson trở thành Tổng thống sau khi Abraham Lincoln bị ám sát.
4. Chester A. Arthur trở thành Tổng thống sau khi James Garfield bị ám sát.
5. Theodore Roosevelt trở thành Tổng thống sau khi William McKinley bị ám sát
6. Calvin Coolidge trở thành Tổng thống sau khi Warren Harding mất
7. Harry S. Truman trở thành Tổng thống sau khi Franklin D. Roosevelt mất
8. Lyndon B. Johnson trở thành Tổng thống sau khi John F. Kennedy bị ám sát.
9. Gerald Ford trở thành Tổng thống sau khi Richard Nixon từ chức.

4 Phó Tổng thống đương nhiệm được bầu làm Tổng thống
1. John Adams (1789–1797) được bầu làm Tổng thống năm 1796.
2. Thomas Jefferson (1797–1801) được bầu làm Tổng thống năm 1800.
3. Martin Van Buren (1833–1837) được bầu làm Tổng thống năm 1836.
4. George H. W. Bush (1981–1989) được bầu làm Tổng thống năm 1988.

5 Phó Tổng thống đương nhiệm giành được đề cử từ đảng của mình để tranh cử Tổng thống nhưng thất cử.
1. John C. Breckinridge (1857–1861) tranh cử năm 1860 nhưng thất cử trước Abraham Lincoln.
2. Richard Nixon (1953–1961) tranh cử năm 1960 nhưng thất cử trước John F. Kennedy.
3. Hubert Humphrey (1965–1969) tranh cử năm 1968 sau khi Tổng thống Lyndon B. Johnson rút lui khỏi cuộc đua nhưng thất cử trước Richard Nixon.
4. Al Gore (1993–2001) tranh cử năm 2000 nhưng thất cử trước George W. Bush.
5. Kamala Harris (2021–2025) tranh cử năm 2024 sau khi Tổng thống Joe Biden rút lui khỏi cuộc đua nhưng thất cử trước Donald Trump.

Hai cựu Phó Tổng thống được bầu làm Tổng thống
- Richard Nixon từng là Phó tổng thống 2 nhiệm kỳ dưới thời Tổng thống Dwight D. Eisenhower (1953–1961). Ông được bầu làm Tổng thống vào năm 1968 và sau đó được tái đắc cử vào năm 1972. Ông cũng là người duy nhất được đắc cử 2 nhiệm kỳ ở cả chức vụ Tổng thống và Phó tổng thống. Ngoại trừ Franklin D. Roosevelt mất khi mới vào nhiệm kỳ thứ tư trong một thời gian chẳng bao lâu, thì Nixon là viên chức được bầu cử toàn quốc có tổng thời gian tại vị trong thời gian lâu nhất, hơn cả thời gian phục vụ của Franklin Roosevelt 1 năm 5 tháng, mặc dù không liên tục.

Nixon là người duy nhất được bầu làm Phó Tổng thống hai nhiệm kỳ và Tổng thống hai nhiệm kỳ. Vì Franklin D. Roosevelt mất chẳng bao lâu khi ông nhận nhiệm kỳ thứ tư cho nên Nixon là người giữ chức dân cử toàn quốc dài nhất, hơn cả Roosevelt một năm và năm tháng mặc dù không liên tục.
- Joe Biden từng là Phó tổng thống 2 nhiệm kỳ dưới thời Tổng thống Barack Obama (2009–2017). Ông được bầu làm Tổng thống vào năm 2020.

Mười bốn Phó Tổng thống chưa từng tranh cử Tổng thống.
1. Elbridge Gerry
2. Daniel D. Tompkins
3. Richard Mentor Johnson
4. George M. Dallas
5. William R. King
6. Hannibal Hamlin
7. Schuyler Colfax
8. Henry Wilson
9. William A. Wheeler
10. Garret Hobart
11. James S. Sherman
12. Charles G. Dawes
13. Spiro Agnew
14. Dick Cheney

Hai cựu Phó tổng thống được đảng của mình đề cử tranh chức Tổng thống nhưng thất cử.
- Henry A. Wallace được Đảng Cấp tiến Hoa Kỳ đề cử năm 1948 nhưng thất cử trước tổng thống đương nhiệm Harry Truman. Ông từng là Phó Tổng thống của Franklin Roosevelt từ năm 1941 đến 1945.
- Walter Mondale được Đảng Dân chủ đề cử năm 1984 nhưng thất cử trước tổng thống đương nhiệm Ronald Reagan. Ông từng là Phó tổng thống của Jimmy Carter từ năm 1977 đến 1981.

Chỉ duy nhất Franklin D. Roosevelt có hơn 2 vị Phó tổng thống khác nhau
1. John Nance Garner
2. Henry A. Wallace
3. Harry S. Truman

Ba từng đảm nhiệm quyền Tổng thống
1. George H. W. Bush đảm nhận quyền Tổng thống cho Ronald Reagan vào ngày 13 tháng 7 năm 1985.
2. Dick Cheney đảm nhận quyền Tổng thống cho George W. Bush vào ngày 29 tháng 6 năm 2002 và 21 tháng 7 năm 2007.[29]
3. Kamala Harris đảm nhận quyền Tổng thống cho Joe Biden vào ngày 19 tháng 11 năm 2021.

Họ chính thức hành động trong vai trò của Tổng thống vì tổng thống không thể thực hiện nhiệm vụ của mình theo Tu chính án Hiến pháp 25.
Hai bị kết tội phản quốc sau khi mãn nhiệm
1. Aaron Burr được tha bổng
2. John C. Breckinridge, một tướng lãnh của Liên minh miền Nam lưu vong, thật sự chưa bao giờ bị xét xử

Ba phó tổng thống trở thành người thắng Giải Nobel Hòa bình
1. Theodore Roosevelt 1906 (khi làm tổng thống)
2. Charles G. Dawes 1925
3. Al Gore 2007 (sau khi rời nhiệm sở)

Chín phó tổng thống phục vụ hai nhiệm kỳ
1. John Adams
2. Daniel D. Tompkins
3. Thomas R. Marshall
4. John Nance Garner
5. Richard Nixon
6. George H. W. Bush
7. Al Gore
8. Dick Cheney
9. Joe Biden

Giữ các chức vụ trước
Tính đến năm 2021, tất cả các phó tổng thống trừ Chester A. Arthur, Henry A. Wallace, Charles G. Dawes và Garret Hobart đã từng phục vụ với vai trò một dân biểu, thượng nghị sĩ hay thống đốc.
Một phó tổng thống sáng tác một bài hát đứng hạng số #1
1. Charles G. Dawes đồng sáng tác bài "It's All in the Game" với Tommy Edwards năm 1957.

Hành khúc chính thức
1. Hail Columbia là bài hát chính thức của Phó Tổng thống Hoa Kỳ tương tự như "Hail to the Chief" là bài hát chính thức cho Tổng thống Hoa Kỳ.